# Parafia Najświętszej Maryi Panny Matki Kościoła i św. Katarzyny Szwedzkiej w Gdańsku
Parafia pw. Najświętszej Maryi Panny Matki Kościoła i św. Katarzyny Szwedzkiej w Gdańsku – parafia rzymskokatolicka znajdująca się w Gdańsku (dzielnica Młyniska). Należy do dekanatu Gdańsk-Wrzeszcz w archidiecezji archidiecezji gdańskiej. Parafia została erygowana dekretem abp. Tadeusza Gocłowskiego, metropolity gdańskiego, z dniem 5 czerwca 1994 r. i objęła swoim zasięgiem terytorialnym dotychczasową część parafii pw. św. Brygidy w Gdańsku, zamieszkaną w dużej części przez rodziny stoczniowców (na terenie parafii znajdują się dwie stocznie). W parafii pracuje dwóch duszpasterzy – proboszcz i wikariusz.
Pierwszym proboszczem oraz budowniczym kościoła był ks. kan. Piotr Szamocki, który po 20 latach posługi w Gdańsku, 1 lipca 2014 r. otrzymał nominację na proboszcza parafii pw. Podwyższenia Krzyża Świętego i Niepokalanego Poczęcia NMP w Gdyni-Witominie. Kolejnym proboszczem parafii został ks. kan. Tadeusz Balicki (dotychczasowy proboszcz na gdyńskim Witominie). Decyzją ks. arcybiskupa, z dniem 1 maja 2015 r. nastąpiła kolejna zmiana na stanowisku proboszcza parafii: ks. Tadeusza Balickiego zastąpił ks. Jan Kucharski. Obecnym proboszczem od 1 lipca 2023 jest ks. Andrzej Bulczak.
Przy parafii działają m.in. następujące grupy duszpasterskie: Rada Parafialna, Liturgiczna Służba Ołtarza, Żywy Różaniec, Kościelna Służba Mężczyzn „Semper Fidelis”, Wspólnota Młodzieży „Ucho igielne”, Wspólnota modlitewno-formacyjna dla dorosłych.
31 marca 2019 na terenie kościoła dokonano spalenia książek fantasy i symboli religii niekatolickich.

## Historia
- 1994 – ustanowienie parafii
- 2003 – zakończenie budowy nowego kościoła parafialnego
- 2013 – konsekracja świątyni